# John Ackroyd (cầu thủ bóng đá, sinh năm 1895)
John William "Jack" Ackroyd (1895–không rõ) là một cầu thủ bóng đá người Anh thi đấu ở Football League cho Exeter City, Grimsby Town và Rotherham County. Ông cũng thi đấu cho Halifax Town và Scunthorpe & Lindsey United. Ông sinh ra ở Rotherham, Anh.